# Palatul Administrativ din Craiova
Palatul Administrativ din Craiova este un monument istoric impunător aflat pe teritoriul municipiului Craiova.

## Istoric
Construit între anii 1907-1913 de către arhitectul Petre Antonescu, Palatul Administrativ este cea mai reprezentativă clădire a orașului. Construcția s-a realizat pe fosta proprietate a familiei Hagiade, o familie de boieri din regiunea Olteniei. Lucrările de construcție au fost făcute de către inginerul italian Giovanni Battista Peressutti, prieten și coleg de școală cu Petre Antonescu.
În anul 1915, Palatul Administrativ a găzduit Muzeul de Antichități și Etnografie al Olteniei și între anii 1916 -1919, în interior, își avea sediul Direcția de Căi Ferate Germane (în perioada ocupației germane). Astăzi, Palatul găzduiește cele mai importante instituții din județul Dolj: Prefectura și Consiliul Județean.

## Arhitectură
Clădirea este construită în stil neo-românesc, din cărămidă și beton armat. Planul clădirii, în formă de "E", dispune de două intrări, una principală, în est și una secundară, spre vest. Intrările sunt așezate pe cele două fațade ale clădirii, decorate în stil vechi arhitectural românesc. Clădirea este acoperită cu țiglă de culoare verde, cu accesorii și decorațiuni din tablă zincată. La interior, poziționată centrală, se află scara de onoare ce face accesul la încăperile principale ale clădirii. Deasupra acestei scări se află o cupolă uriașă, decorată în stilul reprezentativ palatului.